# Bartłomiej Soroka
Bartłomiej Soroka (ur. 17 stycznia 1979) – polski siatkarz grający na pozycji przyjmującego w polskim klubie Płomień Sosnowiec.

## Kariera klubowa
Pierwsze siatkarskie kroki stawiał w Szkole Podstawowej nr 4 im. Juliana Tuwima w rodzinnym Sosnowcu, a potem w MKS Płomień Sosnowiec. Następnie uczył się w Szkole Mistrzostwa Sportowego w Rzeszowie, gdzie razem z kolegami zdobył brązowy medal Mistrzostw Europy Kadetów i 4. Mistrzostw Świata Kadetów oraz 4. Mistrzostw Europy Juniorów.
W sezonie 1999/2000 jego drużyna Płomień Sosnowiec wywalczyła 4. miejsce Mistrzostw Polski. W pierwszym sezonie funkcjonowania Polskiej Ligi Siatkówki Płomień zajął ostatnie miejsce w tabeli i spadł do I ligi, ale Bartłomiej Soroka dalej występował w najwyższej lidze przechodząc do mistrza Polski Mostostalu Kędzierzyn-Koźle, który był w szczytowym okresie historii zespołu, zdobywając wraz z kolegami dwa mistrzostwa kraju, Puchar Polski i dwukrotnie występując w Final Four Ligi Mistrzów w Opolu i w Mediolanie.
W Mostostalu Soroka nie grał zbyt wielu spotkań wychodząc w pierwszej szóstce, ponieważ jako atakujący musiał uznać wyższość Pawła Papke, a gdy zmienił pozycję na przyjmującego na drodze stanęli Sebastian Świderski i Rafał Musielak.
Po zakończeniu sezonu 2003/2004 rozstał się z Mostostalem i wrócił do Sosnowca, z którym pożegnało się wcześniej wielu czołowych zawodników osłabiając klub przed rozgrywkami Ligi Mistrzów przegrywając w grupie wszystkie 8 meczów. Klub mimo sporych problemów finansowych pozostał jeszcze rok w PLS, ale już bez Bartłomieja, który przecierał siatkarskie szlaki na Cyprze przenosząc się do Pafiakos Pafos. W bardzo mieszanym składzie czuł się bardzo dobrze, a jego zespół wywalczył w 2006 r. mistrzostwo. Po dwóch latach przeniósł się do klubu w stolicy Cypru – Omonia Nikozja wygrywając Puchar tego kraju.
Zdobywając wszystko na Cyprze powrócił do ojczyzny i od 2009 roku był zawodnikiem I ligowego zespołu Wanda Kraków, po spadku w 2012 roku, przeniósł się do MKS Banimex Będzin. Po roku gry powrócił do macierzystego klubu, w którym zaczynał karierę – Płomień Sosnowiec.

## Osiągnięcia
- Mistrzostwa Europy Kadetów 1997,  Puchov
- Mistrzostwa Świata Kadetów 1997,  Teheran (4. miejsce)
- Mistrzostwa Europy Juniorów 1998,  Brno (4. miejsce)
- Mistrzostwa Świata Juniorów 1999,  Ubon Ratchathani (9. miejsce)
- Mistrzostwo Polski:  2002, 2003
- Puchar Polski:  2002
- Ligi Mistrzów:  2003, 4. miejsce 2002
- Mistrzostwo Cypru:  2006
- Puchar Cypru:  2009,  2007
- Superpuchar Cypru: 2006
- TNO:   2016